# Nassau-Ottweiler
Nassau-Ottweiler was een tot de Boven-Rijnse Kreits behorend graafschap binnen het Heilige Roomse Rijk.

## Inleiding
Het graafschap Nassau-Ottweiler bestond gedurende twee periodes als deel van het graafschap Nassau. In de eerste periode, van 1574 tot 1602, bestond het uit Ottweiler, de ambten Homburg, Kirchheim en de heerlijkheden Lahr en Mahlberg. In de tweede periode, van 1659 tot 1723, bestond het uit Ottweiler met Jugenheim en Wöllstein.
Ottweiler werd in 1381 als onderdeel van het graafschap Saarbrücken door graaf Filips I van Nassau-Weilburg geërfd van zijn grootvader graaf Johan II van Saarbrücken. Kirchheim, Jugenheim en Wöllstein werden in 1393 door graaf Filips I geërfd van Hendrik II van Sponheim-Bolanden, de grootvader van zijn eerste vrouw. Ook Homburg werd verworven door graaf Filips I. Lahr en Mahlberg waren in 1527 via de tweede echtgenote van graaf Johan Lodewijk van Nassau-Saarbrücken in bezit van het Huis Nassau gekomen.

## Graafschap Nassau-Ottweiler (1574-1602)
Op 23 november 1574 overleed graaf Johan III van Nassau-Saarbrücken ongehuwd en kinderloos. Zijn erfgenamen waren zijn achterneven, de halfbroers Albrecht en Filips IV van Nassau-Weilburg. Reeds op 7 december 1574 verdeelden beide broers de erfenis: Filips ontving de graafschappen Saarbrücken en Saarwerden en de heerlijkheid Stauf. Albrecht ontving Ottweiler, de ambten Homburg, Kirchheim en de heerlijkheden Lahr en Mahlberg in het Zwarte Woud.
In het tot dan toe katholieke Ottweiler nam Albrecht maatregelen om de reformatie door te drijven. Katholieke priesters werden uit hun ambt ontheven of aan de nieuwe leer verplicht, kloosters opgeheven, kerkbezit in beslag genomen, scholen opgericht en het kerkpatronaat verworven.
Na het erven van Ottweiler liet Albrecht Slot Ottweiler (dat zijn residentie zou worden) en het renaissanceslot Neunkirchen bouwen, en de Burcht Hohenburg bij Homburg uitbreiden.
Albrecht overleed op 4 oktober 1593, hij werd opgevolgd door zijn zoons Lodewijk II, Willem en Johan Casimir. Hun oom Filips werd tot voogd voor de jongste broer benoemd. Reeds op 6 maart 1594 verdeelden de drie broers de erfenis. Hun oom was hun daarbij behulpzaam. Lodewijk verkreeg de gebieden links van de Rijn, de heerlijkheid Ottweiler met Homburg, Kirchheim en Lahr, Willem verkreeg Weilburg en Burgschwalbach, en Johan Casimir verkreeg Gleiberg. Willem overleed reeds in 1597.
In 1602 overleden Filips en Johan Casimir kort na elkaar. Lodewijk II was hun enige erfgenaam. Hij verenigde Ottweiler met het graafschap Saarbrücken, zodat het graafschap Nassau-Ottweiler ophield te bestaan.

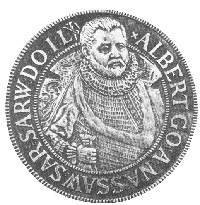
Graaf Albrecht van Nassau-Ottweiler
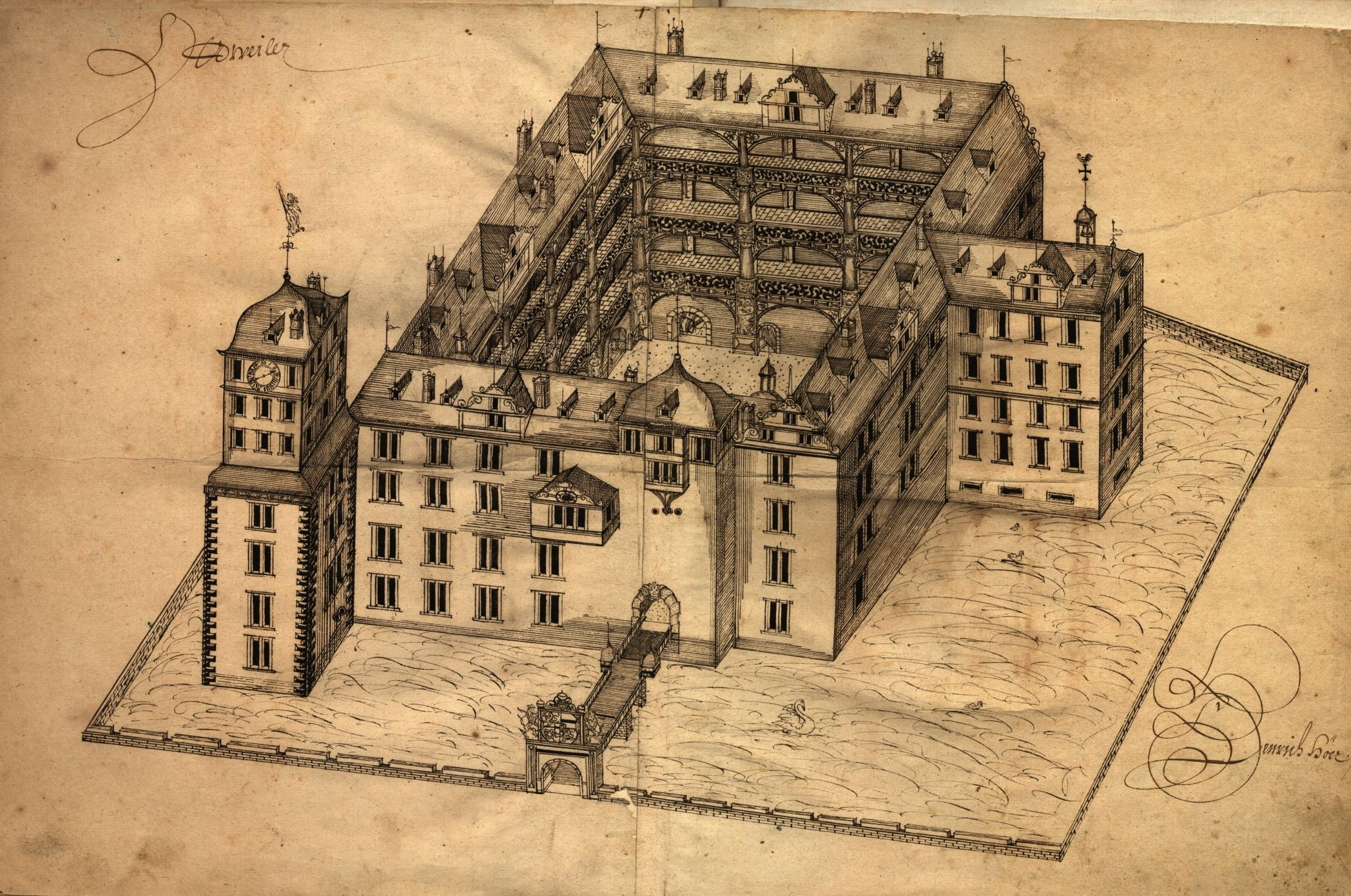
Slot Ottweiler, tekening uit 1617
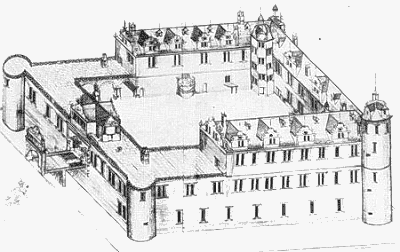
Slot Neunkirchen, tekening uit de 17e eeuw
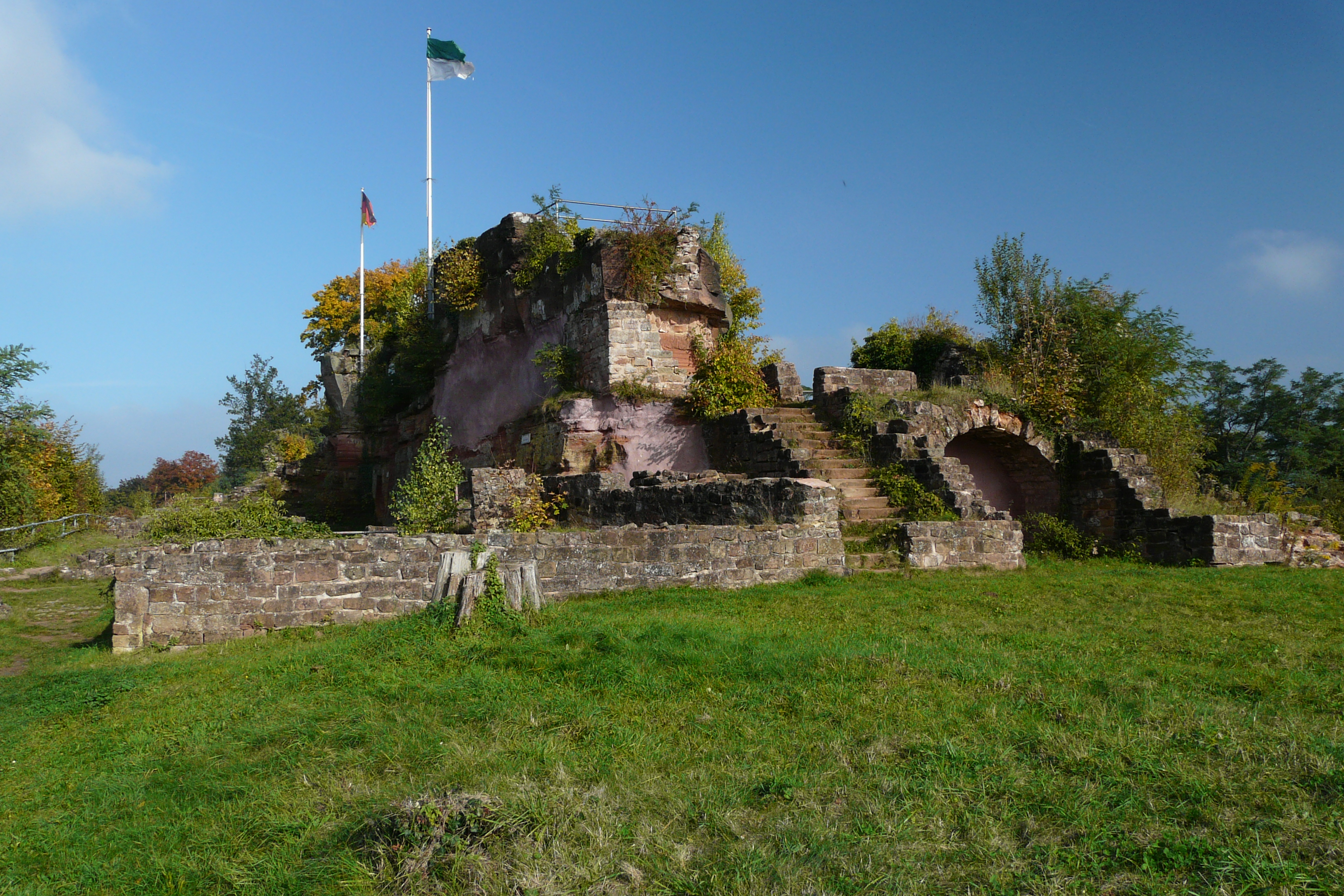
Ruïne van de Burcht Hohenburg bij Homburg

### Regenten
| Regering  | Naam          | Geboren    | Overleden      | Familierelatie |
| --------- | ------------- | ---------- | -------------- | -------------- |
| 1574-1593 | Albrecht      | 26-12-1537 | 11-11-1593     |                |
| 1593-1594 | Willem        | 25-8-1570  | 19-11-1597     | zoon           |
| 1593-1594 | Johan Casimir | 24-9-1577  | 29-3-1602      | broer          |
| 1593-1602 | Lodewijk II   | 9-8-1565   | 8-11-1627 o.s. | broer          |

## Graafschap Nassau-Ottweiler (1659-1723)
Graaf Lodewijk II overleed in 1627. Twee jaar later verdeelden zijn zoons hun bezittingen:
- Willem Lodewijk verkreeg het graafschap Saarbrücken en stichtte het graafschap Nassau-Saarbrücken,
- Johan verkreeg Idstein en stichtte het graafschap Nassau-Idstein,
- Ernst Casimir verkreeg Weilburg en stichtte het graafschap Nassau-Weilburg,
- Otto verkreeg Neuweilnau en stichtte het graafschap Nassau-Neuweilnau.

Willem Lodewijk overleed in 1640 en werd opgevolgd door zijn zoons Crato, Johan Lodewijk, Gustaaf Adolf, en Walraad. Crato overleed reeds in 1642. De drie overgebleven broers gingen in 1651 met hun ooms Johan en Ernst Casimir over tot een herverdeling van hun bezittingen. De drie broers Johan Lodewijk, Gustaaf Adolf en Walraad ontvingen als hun gezamenlijk bezit het graafschap Saarbrücken met Jugenheim en Wöllstein, de helft van het ambt Stockheim, Usingen, Grävenwiesbach, Alt- en Neuweilnau, een deel van Kirberg, een deel van Mensfelden en een deel van Kettenbach met Rückershausen.
In 1659 gingen de drie broers over tot een verdeling van hun bezittingen:
- Johan Lodewijk kreeg Ottweiler met Jugenheim en Wöllstein en stichtte het graafschap Nassau-Ottweiler,
- Gustaaf Adolf kreeg het graafschap Saarbrücken met onderhorigheden en zette het graafschap Nassau-Saarbrücken voort,
- Walraad kreeg de landen van Usingen en stichtte het graafschap Nassau-Usingen.

Tijdens de Hollandse Oorlog vonden er verwoestingen plaats in Nassau-Ottweiler. Bij de Reüniepolitiek van koning Lodewijk XIV van Frankrijk waren ook de Nassause bezittingen betrokken. Johan Lodewijk weigerde de Franse koning voor Ottweiler en Homburg te huldigen. In plaats daarvan droeg hij de regering in 1680 aan zijn zoon Frederik Lodewijk over.

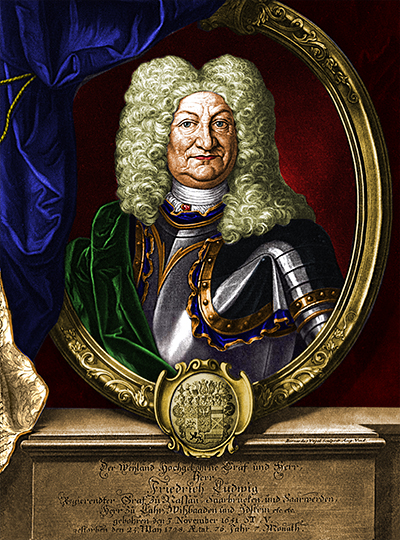
Graaf Frederik Lodewijk van Nassau-Ottweiler

Frederik Lodewijk werd door de Reüniepolitiek gedwongen koning Lodewijk XIV voor Ottweiler en Homburg te huldigen. Reeds door eerdere oorlogen was het graafschap Nassau-Ottweiler in hoge schulden geraakt en de bijdragen aan de Fransen verscherpten de situatie. Daarbij kwam dat de Abdij Wadgassen aanspraken op verschillende plaatsen maakte, zoals Neunkirchen en Spiesen. Daartegen spande Frederik Lodewijk een proces aan, dat na jaren in zijn voordeel beslist werd. Na de Vrede van Rijswijk in 1697 werd de soevereiniteit van Ottweiler hersteld. 
Met de dood van Walraad van Nassau-Usingen in 1702 werd Frederik Lodewijk senior van het hele Huis Nassau en zette hij zich ook voor de andere linies in. Zo keerde hij zich tegen de inbreuken van Lotharingen op het graafschap Saarwerden. Hij drong aan op de teruggave van de plaatsen Saarwerden en Bockenheim. Door de Spaanse Successieoorlog kwam het daarbij tot geen beslissingen. Om het verlies van Bockenheim te vergoeden, stichtte Frederik Lodewijk Neu-Saarwerden (Frans: Ville Neuve de Sarrewerden, in 1794 gefuseerd met Bouquenom tot Sarre-Union) en verleende hij privileges aan de bewoners. De druk van Lotharingen was zo sterk dat Frederik Lodewijk in 1708 de Rijksdag ter hulp riep. Een noemenswaardige verlichting leverde dat niet op. De vredesonderhandelingen tot beëindiging van de Spaanse Successieoorlog gebruikte hij om de belangen van het Huis Nassau te behartigen. Hij bekommerde zich ook om de leenaangelegenheden van het Huis Nassau met verscheidene leenheren. Wegens problemen in het graafschap Saarwerden moest Frederik Lodewijk de hulp van de Boven-Rijnse Kreits inroepen. De troepen van de Kreits herstelden de orde.
In 1718 liet Frederik Lodewijk de protestantse kerk in Dörrenbach, in 1727 de nieuwe evangelische kerken in Sankt Johann en Neunkirchen bouwen. Om de economie te bevorderen, richtte Frederik Lodewijk in 1723 een glasblazerij op in het Friedrichsthal en in 1724 een andere in het Fischbachtal. Uit de glasblazerij in het Friedrichsthal kwam later de gelijknamige stad voort, op de plaats van de kort bestaande glasblazerij in het Fischbachtal ontstond later Rußhütte. In 1726 stichtte Frederik Lodewijk het dorp Friedrichweiler in de Warndt en in 1727 liet hij Sulzbach opnieuw bevolken. Tijdelijk exploiteerde Frederik Lodewijk de ijzergieterij in Neunkirchen zelf.
Frederik Lodewijk erfde in 1723 het graafschap Nassau-Saarbrücken van zijn neef en schoonzoon Karel Lodewijk van Nassau-Saarbrücken, dat met Nassau-Ottweiler werd verenigd tot een vergroot graafschap Nassau-Saarbrücken, zodat het graafschap Nassau-Ottweiler ophield te bestaan. 

### Regenten
| Regering  | Naam              | Geboren        | Overleden     | Familierelatie |
| --------- | ----------------- | -------------- | ------------- | -------------- |
| 1659-1680 | Johan Lodewijk    | 24-5-1625      | 9-2-1690 o.s. |                |
| 1680-1723 | Frederik Lodewijk | 3-11-1651 o.s. | 25-5-1725     | zoon           |